# Game Informer
Game Informer (GI) è una rivista di videogiochi statunitense fondata nell'agosto 1991, anno in cui la FuncoLand iniziò la pubblicazione di una rivista di sei pagine gratuita. In passato contava circa tre milioni di abbonati, il che la rendeva la rivista di videogiochi più diffusa al mondo, e nel 2009, la dodicesima rivista generica più diffusa. Game Informer era classificata fra le prime quattro riviste maggiormente lette dagli uomini fra i diciotto ed i trentaquattro anni.

## Storia
La rivista era di proprietà della GameStop Corp., l'azienda che possedeva anche l'omonima catena di negozi diffusi in tutto il mondo, che rilevò la Funcoland nel 2000. A causa di ciò, la rivista fu ampiamente pubblicizzata nei negozi del gruppo, cosa che contribuì notevolmente all'aumentare degli abbonamenti, che spesso erano collegati ad alcune promozioni dei punti di vendita GameStop.
Nel novembre 2009 Game Informer fu oggetto di un completo restyling, poco prima dell'uscita del duecentesimo numero, pubblicato a dicembre del 2009. 
In occasione dell'ultimo numero, The Legend of Zelda fu nominato il miglior videogioco di tutti i tempi. Gli altri giochi della Top 10 erano Super Mario Bros., Tetris, Grand Theft Auto III, Half-Life 2, Doom, Metroid, Final Fantasy VI, Super Mario Bros. 3 e Ms. Pac-Man.
Il 2 agosto 2024, con un annuncio sul sito della rivista, fu comunicata la chiusura della redazione e il licenziamento dei dipendenti.
Nel marzo del 2025, lo studio Gunzilla Games ha acquistato i diritti del marchio e che Game Informer ha riaperto i battenti, riassumendo tutto lo staff e ripristinando l'intero archivio digitale.